# Formule 2 in 2011
Het Formule 2 kampioenschap van 2011 is het derde Formule 2-kampioenschap dat in zijn hernieuwde vorm gehouden wordt. Het eerste raceweekend wordt gereden op 16 en 17 april op het circuit van Silverstone. Het laatste race-weekend zal gereden worden op 29 en 30 oktober in het Spaanse Barcelona. De race in België wordt dit jaar gereden op het circuit van Spa-Francorchamps.
Vanaf dit seizoen wordt de Formule 2 niet meer als voorprogramma van het World Touring Car Championship gehouden.
Mirko Bortolotti haalde het kampioenschap binnen in het voorlaatste raceweekend met een tweede plaats en een overwinning. Christopher Zanella eindigde als tweede en Ramón Piñeiro behaalde de derde plaats in het kampioenschap.

## Coureurs
| Nr. | Coureur              | Ronde     |
| --- | -------------------- | --------- |
| 2   | James Cole           | Alle      |
| 3   | Armaan Ebrahim       | 1-6       |
| 4   | Mirko Bortolotti     | Alle      |
| 5   | Alex Brundle         | Alle      |
| 6   | Miquel Monrás        | Alle      |
| 8   | Plamen Kralev        | Alle      |
| 9   | Mihai Marinescu      | Alle      |
| 10  | Max Snegirev         | Alle      |
| 11  | Jack Clarke          | Alle      |
| 12  | Kelvin Snoeks        | Alle      |
| 13  | José Luis Abadín     | 1-3, 5, 8 |
| 14  | Jolyon Palmer        | 4         |
| 15  | Ramón Piñeiro        | Alle      |
| 16  | Mikkel Mac           | Alle      |
| 17  | Will Bratt           | 1-4       |
| 18  | Tobias Hegewald      | Alle      |
| 19  | Christopher Zanella  | Alle      |
| 20  | Julian Theobald      | 1-4, 6-7  |
| 21  | Thiemo Storz         | Alle      |
| 22  | Johannes Theobald    | 1-4, 6    |
| 23  | Jon Lancaster        | 2         |
| 24  | Tom Gladdis          | 1         |
| 25  | René Binder          | 6         |
| 26  | Luciano Bacheta      | 6-7       |
| 28  | Benjamin Lariche     | Alle      |
| 30  | Sung-Hak Mun         | Alle      |
| 33  | Parthiva Sureshwaren | 1, 3-8    |
| 42  | Jordan King          | 3-5       |
| 77  | Natalia Kowalska     | 1-2       |
| 88  | Fabio Gamberini      | 4         |

## Races
| Ronde | Ronde | Circuit                       | Datum       | Poleposition        | Snelste ronde       | Winnaar             |
| ----- | ----- | ----------------------------- | ----------- | ------------------- | ------------------- | ------------------- |
| 1     | R1    | Silverstone Circuit           | 16 april    | Mirko Bortolotti    | Mirko Bortolotti    | Mirko Bortolotti    |
| 1     | R2    | Silverstone Circuit           | 17 april    | Miquel Monrás       | Miquel Monrás       | Miquel Monrás       |
| 2     | R1    | Circuit de Nevers Magny-Cours | 14 mei      | Alex Brundle        | Christopher Zanella | Christopher Zanella |
| 2     | R2    | Circuit de Nevers Magny-Cours | 15 mei      | Christopher Zanella | Miquel Monrás       | Christopher Zanella |
| 3     | R1    | Circuit de Spa-Francorchamps  | 25 juni     | Ramón Piñeiro       | Ramón Piñeiro       | Will Bratt          |
| 3     | R2    | Circuit de Spa-Francorchamps  | 26 juni     | Will Bratt          | Tobias Hegewald     | Mirko Bortolotti    |
| 4     | R1    | Nürburgring                   | 2 juli      | Mirko Bortolotti    | Mirko Bortolotti    | Mirko Bortolotti    |
| 4     | R2    | Nürburgring                   | 3 juli      | Mirko Bortolotti    | Mirko Bortolotti    | Mirko Bortolotti    |
| 5     | R1    | Brands Hatch                  | 23 juli     | Tobias Hegewald     | Jack Clarke         | Jack Clarke         |
| 5     | R2    | Brands Hatch                  | 24 juli     | Mirko Bortolotti    | Ramón Piñeiro       | Ramón Piñeiro       |
| 6     | R1    | Red Bull Ring                 | 27 augustus | Ramón Piñeiro       | Mirko Bortolotti    | Ramón Piñeiro       |
| 6     | R2    | Red Bull Ring                 | 28 augustus | Christopher Zanella | Mirko Bortolotti    | Ramón Piñeiro       |
| 7     | R1    | Autodromo Nazionale Monza     | 1 oktober   | Mihai Marinescu     | Mihai Marinescu     | Mihai Marinescu     |
| 7     | R2    | Autodromo Nazionale Monza     | 2 oktober   | Mirko Bortolotti    | Mihai Marinescu     | Mirko Bortolotti    |
| 8     | R1    | Circuit de Catalunya          | 29 oktober  | Mirko Bortolotti    | Mirko Bortolotti    | Mirko Bortolotti    |
| 8     | R2    | Circuit de Catalunya          | 30 oktober  | Mirko Bortolotti    | Mirko Bortolotti    | Mirko Bortolotti    |

## Eindstand (top 10)
| #  | Coureur             | Aantal overwinningen | Punten |
| -- | ------------------- | -------------------- | ------ |
| 1  | Mirko Bortolotti    | 7                    | 316    |
| 2  | Christopher Zanella | 2                    | 193    |
| 3  | Ramón Piñeiro       | 3                    | 185    |
| 4  | Miquel Monrás       | 1                    | 153    |
| 5  | Mihai Marinescu     | 1                    | 138    |
| 6  | Tobias Hegewald     | 0                    | 121    |
| 7  | Jack Clarke         | 1                    | 112    |
| 8  | Alex Brundle        | 0                    | 112    |
| 9  | Will Bratt          | 1                    | 92     |
| 10 | Kelvin Snoeks       | 0                    | 40     |